# راؤول بلانشارد
راؤول بلانشارد (بالفرنسية: Raoul Blanchard)‏ هو جغرافي فرنسي، ولد في 4 سبتمبر 1877 في أورليان في فرنسا، وتوفي في 24 مارس 1965 في باريس في فرنسا.